# Episodi de La mia piccola Margie (quarta stagione)
La quarta stagione della serie televisiva La mia piccola Margie è andata in onda negli Stati Uniti dal 1º settembre 1954 al 25 maggio 1955 sulla NBC.
| nº | Titolo originale         | Prima TV USA      | Titolo italiano | Prima TV Italia |
| -- | ------------------------ | ----------------- | --------------- | --------------- |
| 1  | Kangaroo Story           | 1º settembre 1954 |                 |                 |
| 2  | The All American         | 8 settembre 1954  |                 |                 |
| 3  | Vern's Guilty Feeling    | 15 settembre 1954 |                 |                 |
| 4  | Star of Khyber           | 22 settembre 1954 |                 |                 |
| 5  | Parrot Gold              | 29 settembre 1954 |                 |                 |
| 6  | Real George              | 6 ottobre 1954    |                 |                 |
| 7  | The Do-Gooder            | 13 ottobre 1954   |                 |                 |
| 8  | Convention Story         | 20 ottobre 1954   |                 |                 |
| 9  | Shipboard Story          | 27 ottobre 1954   |                 |                 |
| 10 | A Job for Freddie        | 3 novembre 1954   |                 |                 |
| 11 | Switzerland Story        | 10 novembre 1954  |                 |                 |
| 12 | Big Chief Vern           | 17 novembre 1954  |                 |                 |
| 13 | Vern's Winter Vacation   | 24 novembre 1954  |                 |                 |
| 14 | San Francisco Story      | 1º dicembre 1954  |                 |                 |
| 15 | Operation Rescue         | 8 dicembre 1954   |                 |                 |
| 16 | Subconscious Approach    | 15 dicembre 1954  |                 |                 |
| 17 | The New Neighbor         | 22 dicembre 1954  |                 |                 |
| 18 | Margie's Client          | 29 dicembre 1954  |                 |                 |
| 19 | Miss Whoozis             | 5 gennaio 1955    |                 |                 |
| 20 | Murder in Bermuda        | 12 gennaio 1955   |                 |                 |
| 21 | The Unexpected Guest     | 19 gennaio 1955   |                 |                 |
| 22 | Mardi Gras               | 26 gennaio 1955   |                 |                 |
| 23 | Vern's Mother-In-Law     | 2 febbraio 1955   |                 |                 |
| 24 | Too Many Ghosts          | 9 febbraio 1955   |                 |                 |
| 25 | Make Up Your Mind        | 16 febbraio 1955  |                 |                 |
| 26 | Hawaii Story             | 23 febbraio 1955  |                 |                 |
| 27 | Las Vegas Story          | 2 marzo 1955      |                 |                 |
| 28 | Vern's Flying Saucer     | 9 marzo 1955      |                 |                 |
| 29 | Margie's New Boyfriend   | 16 marzo 1955     |                 |                 |
| 30 | Corpus Delicti           | 23 marzo 1955     |                 |                 |
| 31 | Mr. Uranium              | 30 marzo 1955     |                 |                 |
| 32 | The Big Telecast         | 6 aprile 1955     |                 |                 |
| 33 | Margie's Recipe          | 13 aprile 1955    |                 |                 |
| 34 | Papa and Mambo           | 20 aprile 1955    |                 |                 |
| 35 | Matinee Idol             | 27 aprile 1955    |                 |                 |
| 36 | Countess Margie          | 4 maggio 1955     |                 |                 |
| 37 | Margie's Baseball Player | 11 maggio 1955    |                 |                 |
| 38 | Vern's Butterflies       | 18 maggio 1955    |                 |                 |
| 39 | Margie's Elopement       | 25 maggio 1955    |                 |                 |

## Kangaroo Story
- Diretto da:
- Scritto da:

### Trama
- Interpreti: Gale Storm (Margie Albright), Charles Farrell (Vern Albright), Irving Bacon (Mr. Townsend - Roberta's father), Willie Best (Charlie), Hillary Brooke (Roberta Townsend), Don Hayden (Freddie Wilson), Donald Kerr (Zookeeper)

## The All American
- Diretto da:
- Scritto da:

### Trama
- Interpreti: Gale Storm (Margie Albright), Charles Farrell (Vern Albright), Fess Parker (The All American), Irving Bacon, Willie Best (Charly), Hillary Brooke (Roberta Townsend), Don Hayden (Freddie Wilson)

## Vern's Guilty Feeling
- Diretto da:
- Scritto da:

### Trama
- Interpreti: Charles Farrell (Vern Albright), Byron Foulger, Lyle Latell, Paul Picerni, Hugh Sanders, Gale Storm (Margie Albright), Philip Van Zandt

## Star of Khyber
- Diretto da:
- Scritto da:

### Trama
- Interpreti: Gale Storm (Margie Albright), Charles Farrell (Vern Albright), Gertrude Hoffman (Mrs. Odetts), Clarence Kolb (George Honeywell), Tom Avera (Dick Taylor), Tristram Coffin (Mr. Pandit), Lucille Knox (Gloria / Secretary), Henry Corden (scagnozzo), Rus Conklin (scagnozzo)

## Parrot Gold
- Diretto da:
- Scritto da:

### Trama
- Interpreti: Charles Farrell (Vern Albright), Jim Hayward, Clarence Kolb (George Honeywell), Roger Pace, Maudie Prickett, Gale Storm (Margie Albright)

## Real George
- Diretto da:
- Scritto da:

### Trama
- Interpreti: Gale Storm (Margie Albright), Charles Farrell (Vern Albright), Cliff Ferre

## The Do-Gooder
- Diretto da:
- Scritto da:

### Trama
- Interpreti: Gale Storm (Margie Albright), Charles Farrell (Vern Albright)

## Convention Story
- Diretto da:
- Scritto da:

### Trama
- Interpreti: Lucille Barkley, Hillary Brooke (Roberta Townsend), Cecil Elliott, Charles Farrell (Vern Albright), Clarence Kolb (George Honeywell), Billy Lechner, Emory Parnell, Gale Storm (Margie Albright), Victor Sutherland

## Shipboard Story
- Diretto da:
- Scritto da:

### Trama
- Interpreti: Gale Storm (Margie Albright), Charles Farrell (Vern Albright), Barry Bernard, Dian Fauntelle, John Lupton, Roy Roberts

## A Job for Freddie
- Diretto da:
- Scritto da:

### Trama
- Interpreti: Gale Storm (Margie Albright), Charles Farrell (Vern Albright), Geneviève Aumont, Dee Carroll, Billy Gilbert, Don Hayden (Freddie Wilson), Maurice Marsac, Herb Vigran

## Switzerland Story
- Diretto da:
- Scritto da:

### Trama
- Interpreti: Fred Essler, Charles Farrell (Vern Albright), Archer MacDonald, Jack Rice, Danny Richards Jr. (Jonathan Weatherby), Gale Storm (Margie Albright)

## Big Chief Vern
- Diretto da:
- Scritto da:

### Trama
- Interpreti: Monte Blue, Charles Farrell (Vern Albright), Gertrude Hoffman (Mrs. Odetts), Eugene Iglesias, Clarence Kolb (George Honeywell), Gale Storm (Margie Albright), Chief Thundercloud

## Vern's Winter Vacation
- Diretto da:
- Scritto da:

### Trama
- Interpreti: Gale Storm (Margie Albright), Charles Farrell (Vern Albright), Edward Earle (dottor Farrell), Helene Fosmore (Ethel Westbrook), Don Hayden (Freddie Wilson), Ralph Hodges (Frank Fox - contestant), Peter Leeds (Mr. Creevey)

## San Francisco Story
- Diretto da:
- Scritto da:

### Trama
- Interpreti: Charles Farrell (Vern Albright), Frank Kumagai (lavoratore), Richard Loo (Mr. Tang), Keye Luke (Mr. Chang / fake Mr. Lee), Emory Parnell (Mr. Parnell), Rico Sato (Mei Ling), Gale Storm (Margie Albright)

## Operation Rescue
- Diretto da:
- Scritto da:

### Trama
- Interpreti: Gale Storm (Margie Albright), Charles Farrell (Vern Albright), Don Hayden (Freddie Wilson), Gertrude Hoffman (Mrs. Odetts), Clarence Kolb (George Honeywell), Willie Best (Charlie), Dorothy Green (Mrs. Vera Wagner), Lester Matthews (Mr. Burton), Dian Fauntelle (Vern's Secretary), Jeanne Gray (Mrs. Winthrop), Joanne Jordan (Miss Hennessy)

## Subconscious Approach
- Diretto da:
- Scritto da:

### Trama
- Interpreti: Nanette Bordeaux, Charles Farrell (Vern Albright), Don Hayden (Freddie Wilson), Clarence Kolb (George Honeywell), Lyle Latell, Gale Storm (Margie Albright)

## The New Neighbor
- Diretto da:
- Scritto da:

### Trama
- Interpreti: Gale Storm (Margie Albright), Charles Farrell (Vern Albright)

## Margie's Client
- Diretto da:
- Scritto da:

### Trama
- Interpreti: Gale Storm (Margie Albright), Charles Farrell (Vern Albright), Paul Maxey

## Miss Whoozis
- Diretto da:
- Scritto da:

### Trama
- Interpreti: Gale Storm (Margie Albright), Charles Farrell (Vern Albright), Clarence Kolb (George Honeywell), Cliff Ferre (Harrison), Elaine Riley (Lois), Fritz Feld (Mr. du Valle), Ed Fury (Hercules)

## Murder in Bermuda
- Diretto da:
- Scritto da:

### Trama
- Interpreti: Gale Storm (Margie Albright), Charles Farrell (Vern Albright), Roy Roberts (Sir Clyde), Dorothy Patrick (Pamela), Liam Sullivan (Alan Cotton), Barry Bernard (ispettore Plum)

## The Unexpected Guest
- Diretto da:
- Scritto da:

### Trama
- Interpreti: Gale Storm (Margie Albright), Charles Farrell (Vern Albright), Don Hayden (Freddie Wilson), Clarence Kolb (George Honeywell), Donald MacBride (Mr. Withers), Willie Best (Charlie)

## Mardi Gras
- Diretto da:
- Scritto da:

### Trama
- Interpreti: Hal Baylor, Charles Farrell (Vern Albright), Paul Harvey, Jim Hayward, Clarence Kolb (George Honeywell), Gale Storm (Margie Albright), Grady Sutton, Lyn Thomas

## Vern's Mother-In-Law
- Diretto da:
- Scritto da:

### Trama
- Interpreti: Gale Storm (Margie / Cathy / Grandma Margie), Charles Farrell (Vern Albright), Clarence Kolb (Mr. Honeywell), Leslie Turner (Miss Joyner - Mr. Honeywell's secretary)

## Too Many Ghosts
- Diretto da:
- Scritto da:

### Trama
- Interpreti: Gale Storm (Margie Albright), Charles Farrell (Vern Albright), Clarence Kolb (Mr. Honeywell), Jon Shepodd (Lord Tony Stanley), Hallene Hill (Mrs. Edith Bishop), Gerald Oliver Smith (Blivens, the Butler), Bill Baldwin (Phillips, the Realtor)

## Make Up Your Mind
- Diretto da:
- Scritto da:

### Trama
- Interpreti: Gale Storm (Margie Albright), Charles Farrell (Vern Albright), Hillary Brooke, Tristram Coffin, Gertrude Hoffman (Mrs. Odetts), Peter Leeds, Robert Nichols

## Hawaii Story
- Diretto da:
- Scritto da:

### Trama
- Interpreti: Gale Storm (Margie Albright), Charles Farrell (Vern Albright), Hillary Brooke (Roberta Townsend), Kent Taylor (Phillip Hubbard), Margaret Irving (Nan Carter), Dian Fauntelle (Betty), Roger Pace (Tom Carter), Marya Marco (Kalua)

## Las Vegas Story
- Diretto da:
- Scritto da:

### Trama
- Interpreti: Gale Storm (Margie Albright), Charles Farrell (Vern Albright), Richard Crane, Paul Harvey, Peter Leeds, Mira McKinney, Jan Shepard

## Vern's Flying Saucer
- Diretto da:
- Scritto da:

### Trama
- Interpreti: Dick Beals, Ralph Dumke, Charles Farrell (Vern Albright), John Hubbard, Joanne Jordan, Clarence Kolb (George Honeywell), Peter Leeds, Archer MacDonald, Gale Storm (Margie Albright)

## Margie's New Boyfriend
- Diretto da:
- Scritto da:

### Trama
- Interpreti: Hillary Brooke (Roberta Townsend), Charles Farrell (Vern Albright), Dian Fauntelle, Dorothy Ford, Don Hayden, Harry Lauter, Don Megowan, Jack Rutherford, Gale Storm (Margie Albright)

## Corpus Delicti
- Diretto da:
- Scritto da:

### Trama
- Interpreti: Gale Storm (Margie Albright), Charles Farrell (Vern Albright), Don Hayden (Freddie Wilson), Michael Fox (Roland Roberts), El Brendel (George), Willie Best (Charlie), Ruby Goodwin (Housekeeper)

## Mr. Uranium
- Diretto da:
- Scritto da:

### Trama
- Interpreti: Gale Storm (Margie Albright), Charles Farrell (Vern Albright), Irving Bacon, Frank Ferguson, Harry Hines, Clarence Kolb (Mr. Honeywell), John Smith

## The Big Telecast
- Diretto da:
- Scritto da:

### Trama
- Interpreti: Charles Farrell (Vern Albright), Dian Fauntelle, Don Hayden, Duke Johnson, Clarence Kolb (George Honeywell), Muriel Landers, Peter Leeds, Eddie Marr, Joel Marston, Bill Sheldon, Gale Storm (Margie Albright)

## Margie's Recipe
- Diretto da:
- Scritto da:

### Trama
- Interpreti: Gale Storm (Margie Albright), Charles Farrell (Vern Albright), Paul Maxey

## Papa and Mambo
- Diretto da:
- Scritto da:

### Trama
- Interpreti: Gale Storm (Margie Albright), Charles Farrell (Vern Albright), Hillary Brooke (Roberta Townsend), Clarence Kolb (George Honeywell), Charlita (Pepita), Teresa Tudor (Mrs. Mendoza), Dian Fauntelle (Betty), Tom Hernández (Hernando)

## Matinee Idol
- Diretto da:
- Scritto da:

### Trama
- Interpreti: Charles Farrell (Vern Albright), Don Hayden (Freddie Wilson), John Hubbard, Gale Robbins, Gale Storm (Margie Albright), Ferris Taylor, Herb Vigran

## Countess Margie
- Diretto da:
- Scritto da:

### Trama
- Interpreti: Michael Emmet, Charles Farrell (Vern Albright), Joseph Kearns (Mr. Roberts), Clarence Kolb (George Honeywell), Noreen Nash, Roy Roberts (dottor Carr), Gale Storm (Margie Albright)

## Margie's Baseball Player
- Diretto da:
- Scritto da:

### Trama
- Interpreti: Harry Cheshire, John Dierkes, Robert Easton, Dick Elliott, Charles Farrell (Vern Albright), Don Hayden (Freddie Wilson), Clarence Kolb (George Honeywell), Gale Storm (Margie Albright)

## Vern's Butterflies
- Diretto da:
- Scritto da:

### Trama
- Interpreti: Gale Storm (Margie Albright), Charles Farrell (Vern Albright), Joe Besser, Richard Crane, Dian Fauntelle (Betty), Gil Lamb, Jack Rice

## Margie's Elopement
- Diretto da:
- Scritto da:

### Trama
- Interpreti: Gale Storm (Margie Albright), Charles Farrell (Vern Albright)